# Aittokoski (fors i Kajanaland)
Aittokoski är en fors i Finland.   Den ligger i landskapet Kajanaland, i den centrala delen av landet, 500 km norr om huvudstaden Helsingfors. Aittokoski ligger 171 meter över havet.
Terrängen runt Aittokoski är huvudsakligen platt. Aittokoski ligger nere i en dal.  Trakten runt Aittokoski är nära nog obefolkad, med mindre än två invånare per kvadratkilometer. Närmaste större samhälle är Suomussalmi, 6,9 km nordost om Aittokoski. 